# Anatomía comparada del sistema nervioso

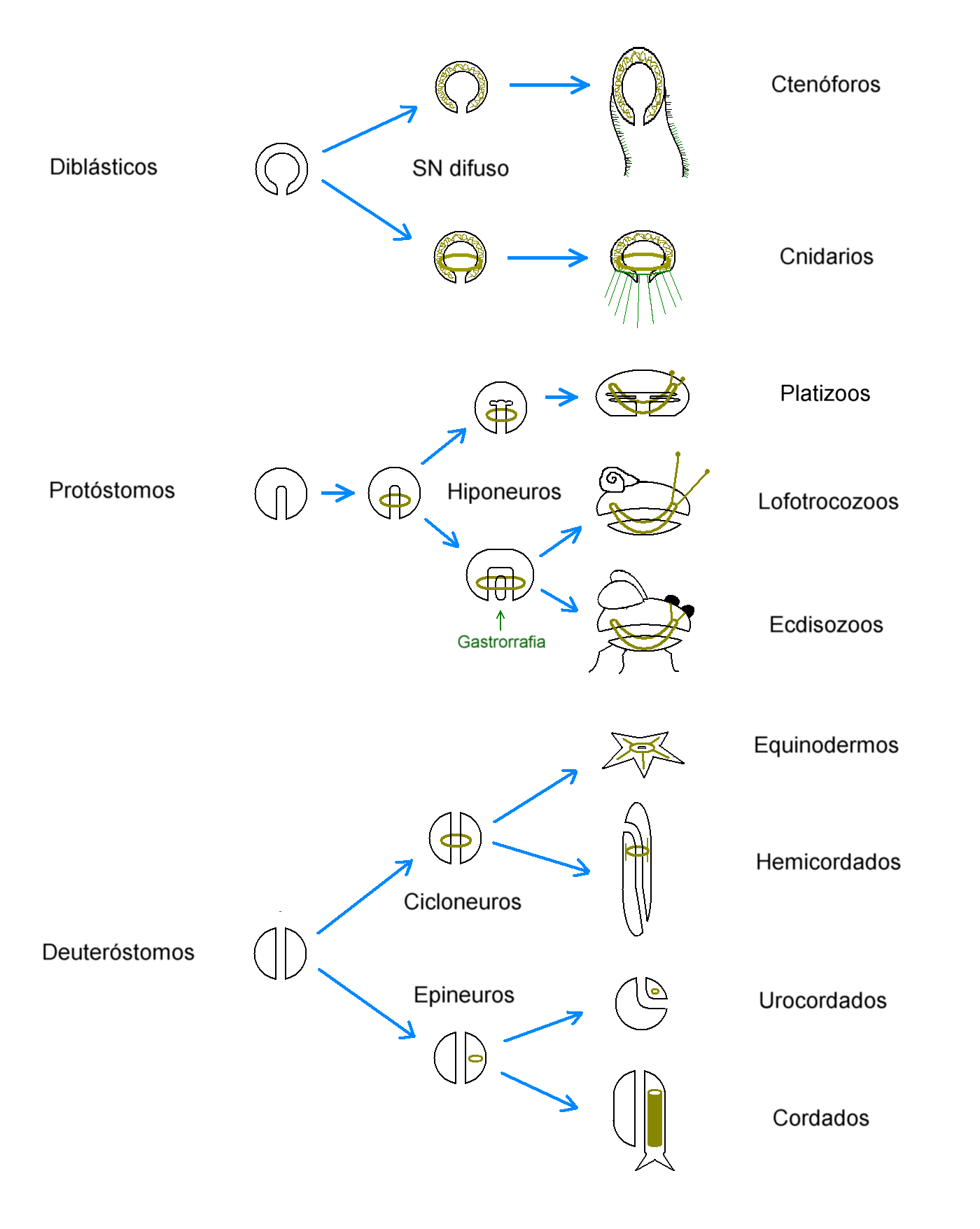
Diagrama que muestra en color amarillo la organización del sistema nervioso en los animales.

La anatomía comparada del sistema nervioso se encarga de estudiar las similitudes y diferencias anatómicas del sistema nervioso en los animales.
Aunque las esponjas carecen de sistema nervioso se ha descubierto que estas ya contaban con los ladrillos genéticos que más tarde dieron lugar al mismo. Es decir, muchos de los componentes genéticos que dan lugar a las sinapsis nerviosas están presentes en las esponjas, esto tras la evidencia demostrada por la secuenciación del genoma de la esponja Amphimedon queenslandica.
Se cree que la primera neurona surgió durante el período Ediacárico en animales diblásticos como los cnidarios.
Por otro lado un estudio genético realizado por Casey Dunn en el año 2008 se considera en un nodo a los triblásticos y en otro nodo a cnidarios y poríferos dentro de un gran grupo hermano de los ctenóforos de forma que durante la evolución las esponjas mostraron una serie de reversiones hacia la simplicidad, lo que implicaría que el sistema nervioso se inventó una sola vez si el antepasado metazoo común fue más complejo o hasta en tres ocasiones si ese antepasado haya sido más simple en una suerte de convergencia evolutiva entre ctenóforos, cnidarios y triblásticos.
En los animales triblásticos o bilaterales, un grupo monofilético, existen dos tipos de planes corporales llamados protóstomos y deuteróstomos que poseen a su vez tres tipos de disposiciones del sistema nervioso siendo éstos los cicloneuros, los hiponeuros y los epineuros.

## Consideraciones generales
El arco reflejo es la unidad básica de la actividad nerviosa integrada y podría considerarse como el circuito primordial del cual partieron el resto de las estructuras nerviosas.  Este circuito pasó de estar constituido por una sola neurona multifuncional en los diblásticos a dos tipos de neuronas en el resto de los animales llamadas aferentes y eferentes. En la medida que se fueron agregando intermediarios entre estos dos grupos de neuronas con el paso del tiempo evolutivo, como interneuronas y circuitos de mayor plasticidad, el sistema nervioso fue mostrando un fenómeno de concentración en regiones estratégicas dando pie a la formación del sistema nervioso central, siendo la cefalización el rasgo más acabado de este fenómeno.
Para optimizar la transmisión de señales existen medidas como la redundancia, que consiste en la creación de vías alternas que llevan parte de la misma información garantizando su llegada a pesar de daños que puedan ocurrir.   La mielinización de los axones en la mayoría de los vertebrados y en algunos invertebrados como anélidos y crustáceos es otra medida de optimización.   Este tipo de recubrimiento incrementa la rapidez de las señales y disminuye el calibre de los axones ahorrando espacio y energía.
Otra característica importante es la presencia de metamerización del sistema nervioso, es decir, aquella condición donde se observa una subdivisión de las estructuras corporales en unidades que se repiten con características determinadas.  Los tres grupos que principalmente muestran esta cualidad son los artrópodos, anélidos y cordados.
| Filo         | Superfilo                | Cambios en la gastrula    | Sistema nervioso  | Centralización | Metamerización | Cefalización | Mielinización          |
| ------------ | ------------------------ | ------------------------- | ----------------- | -------------- | -------------- | ------------ | ---------------------- |
| Ctenóforos   | Diblásticos              | Especialización de la CGV | Difuso            | No             | No             | 0            | No                     |
| Cnidarios    | Diblásticos              | Especialización de la CGV | Difuso/Cicloneuro | No/Si          | No             | 0            | No                     |
| Platelmintos | Protóstomos platizoos    | Especialización de la CGV | Hiponeuro         | Si             | No             | +            | No                     |
| Nematodos    | Protóstomos ecdisozoos   | Gastrorrafia              | Hiponeuro         | Si             | No             | +            | No                     |
| Artrópodos   | Protóstomos ecdisozoos   | Gastrorrafia              | Hiponeuro         | Si             | Si             | +++          | Crustáceos             |
| Moluscos     | Protóstomos lofotrocozos | Gastrorrafia              | Hiponeuro         | Si             | No             | ++++         | No                     |
| Anélidos     | Protóstomos lofotrocozos | Gastrorrafia              | Hiponeuro         | Si             | Si             | ++           | Oligoquetos Poliquetos |
| Equinodermos | Deuteróstomos            | Isoquilia                 | Cicloneuro        | Si             | No             | 0            | No                     |
| Hemicordados | Deuteróstomos            | Isoquilia                 | Cicloneuro        | Si             | No             | +            | No                     |
| Cordados     | Deuteróstomos            | Nototenia                 | Epineuro          | Si             | Si             | +++++        | Vertebrados            |

## Animales diblásticos
Los animales diblásticos o radiados, una agrupación parafilética que engloba tanto cnidarios como a ctenóforos, normalmente cuentan con una red de plexos subectodérmicos sin un centro nervioso aparente,  pero algunas especies ya presentan condensados nerviosos en un fenómeno que se entiende como el primer intento evolutivo para conformar un sistema nervioso central.

### Cnidarios
La organización básica del sistema nervioso en los cnidarios es una red nerviosa difusa pero en algunas especies se muestran condensados longitudinales, como el "axón gigante" en el tallo de algunos sifonóforos, mientras que otros muestran condensados circulares como los anillos en las hidromedusas semejando distribuciones vistas en los cicloneuros. En estas, las neuronas fotorreceptoras del ocelo se encuentran en la base de los tentáculos marginales y son inervadas por tractos nerviosos del anillo nervioso externo en donde se integra y transmite la información hacia las neuronas motoras del anillo nervioso interno.  Otros órganos sensoriales importantes son los estatocistos, que contienen estructuras calcáreas inervadas por neuronas ciliadas que le rodean conectadas a la red neuronal difusa. Los estatocistos mediante una función de marcapasos coordinan las contracciones rítmicas del comportamiento natatorio. En los escifozoos tanto quimiorreceptores, ocelos y estatocistos se encuentran en un órgano muy desarrollado llamado ropalio, muy complejo en los cubozoos.
El arco reflejo en los cnidarios se encuentra integrado por células multifuncionales que juegan tanto un papel sensorio-motor como el de interneuronas, sin embargo también existen células que tienen una u otra función por separado como las células sensoriales y ganglionares, que son ciliadas, y por otro lado las células epitelio-musculares.

### Ctenóforos
Los ctenóforos cuentan con una red de plexos que tienden a condensarse en forma de anillo en torno a la región bucal así como estructuras tales como las hileras de peines, faringe, tentáculos (si existen) y el complejo sensorial alejado de la región bucal.
El órgano sensorial más característico es el órgano aboral colocado en el extremo opuesto a la boca.  Su componente principal es el estatocisto, un sensor del equilibrio que consiste en un estatolito que es una partícula sólida apoyada en cuatro ramilletes de los cilios, llamados "equilibradores", que vienen dando el sentido de orientación. El Estatocisto está protegido por una cúpula transparente de cilios largos e inmóviles.
Para la fotorrecepción se cree que poseen láminas que están compuestas de cuatro grupos radiales compuestos de membranas de doce cilios cada una en un patrón de 9+0 (en contraposición al patrón 9+2 visto en cilios no fotorreceptores). En algunas especies, en lugar de poseer microvellosidades en los cilios, los cilios se convierten en placas de forma similar a los receptores en algunos moluscos y vertebrados. Sin embargo es motivo de controversia si estos detectan o no la luz.

## Animales protóstomos
Los animales protóstomos, que son triblásticos, como los platelmintos, nemátodos, moluscos, anélidos y artrópodos cuentan con un sistema nervioso hiponeuro, es decir es un sistema formado por ganglios cerebrales y cordones nerviosos ventrales. Los ganglios que forman el cerebro se sitúan alrededor del esófago, con conectivos periesofágicos que los unen a las cadenas nerviosas que recorren ventralmente el cuerpo del animal, en posición inferior respecto al tubo digestivo. Tal modelo de plan corporal queda dispuesto de esa forma cuando en la gástrula acontece un proceso embriológico llamado gastrorrafia.

### Platelmintos
Aunque ya presentan las primeras características del sistema nervioso hiponeuro este aun es difuso.  Presentan ya un mayor conglomerado de células nerviosas en la región anterior dando el primer indicio de cefalización en el reino animal.  Estos ganglios cerebroides se continúan con los cordones nerviosos característicos de los hiponeuros llamados cadenas ganglionares de las que a su vez parten ramas formando una red ganglionar (patrón en escalera). Asimismo en la región anterior suelen contar con la presencia de fotorreceptores llamados ocelos.

### Nematodos
En los gusanos redondos (ecdisozoos no segmentados) o nematodos el sistema nervioso generalmente consta de un anillo nervioso perifaríngeo de donde parten de dos a seis cordones laterales, un cordón ventral y otro dorsal.

Diagrama anatómico de un anélido: En color gris se puede apreciar un ganglio nervioso correspondiente a un metámero (11) ventral al sistema digestivo (1 y 2).

### Anélidos
En los gusanos segmentados (lofotrocozos metaméricos) o anélidos los ganglios cerebroides son más desarrollados que el de los platelmintos y nematodos.
En la lombriz de tierra el sistema nervioso se encuentra formado por un par de ganglios cerebroides reunidos en torno a la faringe a la altura del tercer segmento y funcionan como un cerebro. De este centro parten nervios a cada lado de la faringe fundiéndose por debajo del tubo digestivo, así se forma un ganglio subesofágico del cual parte un cordón nervioso ventral emitiendo colaterales en su recorrido a la parte superior del cuerpo para controlar los músculos de cada segmento.

### Artrópodos
Son animales ecdisozoos metaméricos en donde cada segmento aparece un par de ganglios, de posición más o menos ventrolateral, con los dos ganglios de un par soldados o unidos por una comisura transversal y los de pares consecutivos unidos por nervios conectivos.  En los artrópodos el sistema nervioso central posee una estructura caracterizada por dos cordones nerviosos longitudinales que recorren la parte central del cuerpo, con un par de ganglios por metámero unidos transversalmente por comisuras; no obstante, se producen procesos de concentración de ganglios debidos a la formación de tagmas.

Sistema nervioso de insectos.

#### Cerebro o sincerebro
Normalmente está formado por tres pares de ganglios que se asocian, correspondientes al procéfalon. Se pueden diferenciar tres regiones:
- Protocerebro. Es el resultado de la fusión entre el ganglio impar del arquicerebro, dependiente del acron, y del par de ganglios del prosocerebro; es preoral. El protocerebro posee las estructuras relacionadas con los ojo compuestos, ocelos y el sistema endocrino:
  - Lóbulos prefrontales. Es una amplia región de la zona media del protocerebro donde se diferencian grupos de neuronas que constituyen la pars intercerebralis; están relacionados con los ocelos y con el complejo endocrino. También se diferencia el cuerpo central y los cuerpos pedunculados o fungiformes. Estos dos centros son de asociación, están muy desarrollados en los insectos sociales.[16] Van a regir en ellos la conducta de la colonia y el gregarismo de la misma.
  - Lóbulos ópticos. Inervan los ojos compuestos, y en ellos radica la visión. Están muy desarrollados en animales con ojos complejos como hexápodos o crustáceos. Se diferencian tres centros:
    - Lámina externa
    - Médula externa
    - Médula interna

Éstos están relacionados entre sí por quiasmas.
- Deutocerebro. Resultado de la fusión de un par de ganglios; preoral. Del deutocerebro parten nervios que inervan el primer par de antenas (anténulas) de crustáceos y la antenas de hexápodos y miriápodos. En esos nervios hay que diferenciar dos ramas, la motora y la sensitiva. Además existen grupos de neuronas en los que residen centros de asociación con función olfativa y gustativa. Esos centros también se presentan en el tritocerebro. Los quelicerados carecen de deutocerebro; unos autores opinan que está atrofiado, mientras que otros creen que nunca lo han tenido.

- Tritocerebro. Resultado de la fusión de un par de ganglios; en origen es postoral. El tritocerebro inerva el segundo par de antenas de crustáceos, y en hexápodos y miriápodos, el segmento intercalar o premandibular, carente de apéndices. En los quelicerados inerva los quelíceros. De él parten nervios que lo relacionan con el sistema nervioso simpático o vegetativo (en el caso de los hexápodos, con el denominado ganglio frontal). Además del tritocerbro parte un conectivo periesofágico que se une al primer par de ganglios de la cadena nerviosa ganglionar ventral, y una comisura subesofágica que une los dos ganglios tritocerebrales entre sí.

En el protocerebro y deutocerebro, no se diferencian comisuras ni conectivos. El tritocerebro está formado por un par de ganglios que se unen a los anteriores en las cabezas denominadas tritocefálicas, perdiéndose los conectivos, mientras que en las cabezas deutocefálicas, se mantiene independiente, conservando los conectivos con el deutocerebro. Esto ocurre en algunos crustáceos como branquiópodos o cefalocáridos. En todos los casos, se diferencia la comisura, que es subesofágica.
Dentro de la cápsula cefálica, el cerebro tiene posición vertical; el protocerebro y el deutocerebro se sitúan hacia arriba, y el tritocerebro es inferior y se dirige hacia atrás.

#### Cadena nerviosa ganglionar ventral.
Está formada por un par de ganglios por metámero que en principio presentan conectivos y comisuras. En grupos primitivos, los ganglios de cada par de segmentos se presentan disociados, y la estructura recuerda a una escalera de cuerda. Los grados de concentración y de acortamiento se deben a la supresión de las comisuras y los conectivos respectivamente.
Destaca el ganglio subesofágico; en hexápodos es resultado de la fusión de tres pares de ganglios ventrales correspondientes a los metámeros IV, V y VI e inerva las piezas bucales (las mandíbulas y los dos pares de maxilas) y por ello se llama gnatocerebro; en los decápodos, son seis los ganglios que se asocian (pues se incluyen los tres ganglios de los maxilípedos.

#### Sistema nervioso simpático o vegetativo
Neuronas sensitivas y motoras que forman ganglios y que se sitúan sobre las paredes del estomodeo. Este sistema está relacionado con el sistema nervioso central y con el sistema endocrino.
En el sistema nervioso simpático se diferencian dos partes:
- Sistema simpático estomatogástrico. Siempre existe. Es de forma diversa, está formado por ganglios impares, unidos entre sí por nervios recurrentes. Tiene como función la regulación de los procesos de deglución y los movimientos peristálticos del tubo digestivo. Regula también los latidos cardíacos.
- Sistema simpático terminal o caudal. Puede o no existir. Es también impar, y está ligado a los últimos ganglios de la cadena nerviosa ganglionar ventral. Tiene como función la de inervar el proctodeo, actuar en procesos reproductores, de puesta de huevos y transferencia de esperma, y también regula los latidos de los estigmas de los últimos segmentos del abdomen.

### Moluscos

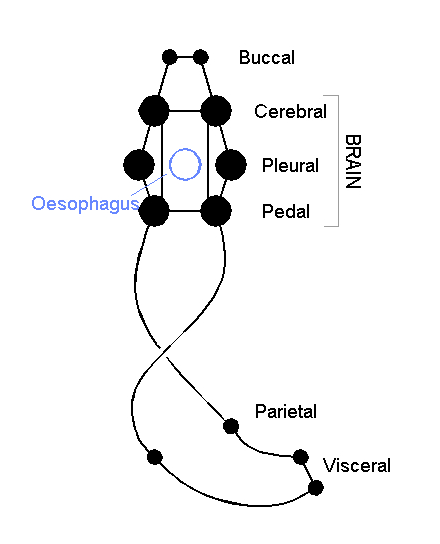
Diagrama que muestra en el sistema nervioso de los gasterópodos.

En el sistema nervioso de los moluscos, que son lofotrocozos no segmentados, se pueden distinguir dos tipos de distribución ya sea si son antiguos o de más reciente aparición en la escala evolutiva.

#### Moluscos primitivos
El primer grupo está formado por aquellas especies más antiguas del filo que poseen un sistema nervioso acordonado unido por puentes transversales como los monoplacóforos, caudofoveados, solenogastros y poliplacóforos.  Los monoplacóforos muestran un patrón que aun recuerda rasgos presentes en la metamerización de otros protóstomos.

#### Moluscos evolucionados
Este segundo grupo está formado por moluscos más modernos que abandonaron por completo cualquier rasgo metamérico para constituir de lleno un sistema nervioso de tipo ganglionar como sucede en el caso de los bivalvos, gasterópodos y cefalópodos.
Bivalvos. Debido a la carencia de segmentación y su simplicidad tienen un par de ganglios importantes en cada una de las regiones cefálica, pedial y visceral el cual están unidos por comisuras.
Gasterópodos. En general cuentan con un par ganglionar bucal para inervar la rádula, un par de ganglios cerebroideos y pedios formando un anillo periesofágico en conjunto con los ganglios pleurales del que parten conectivos hacia los ganglios viscerales y parietales de forma cruzada debido a una torsión de 180°.
Los gasterópodos al carecer de segmentación pueden mostrar muchos tipos de organización de los ganglios nerviosos,  pero a pesar de esto se puede distinguir en los prosobranquios dos tipos de distribuciones principales.  La condición epiatroide es aquella en donde el ganglio pleural se encuentra cercano al ganglio cerebroideo en situación superior o lateral al esófago y la condición hipoatroide en donde el ganglio pleural esta próximo o fusionado con el ganglio pedial en situación ventral al esófago.

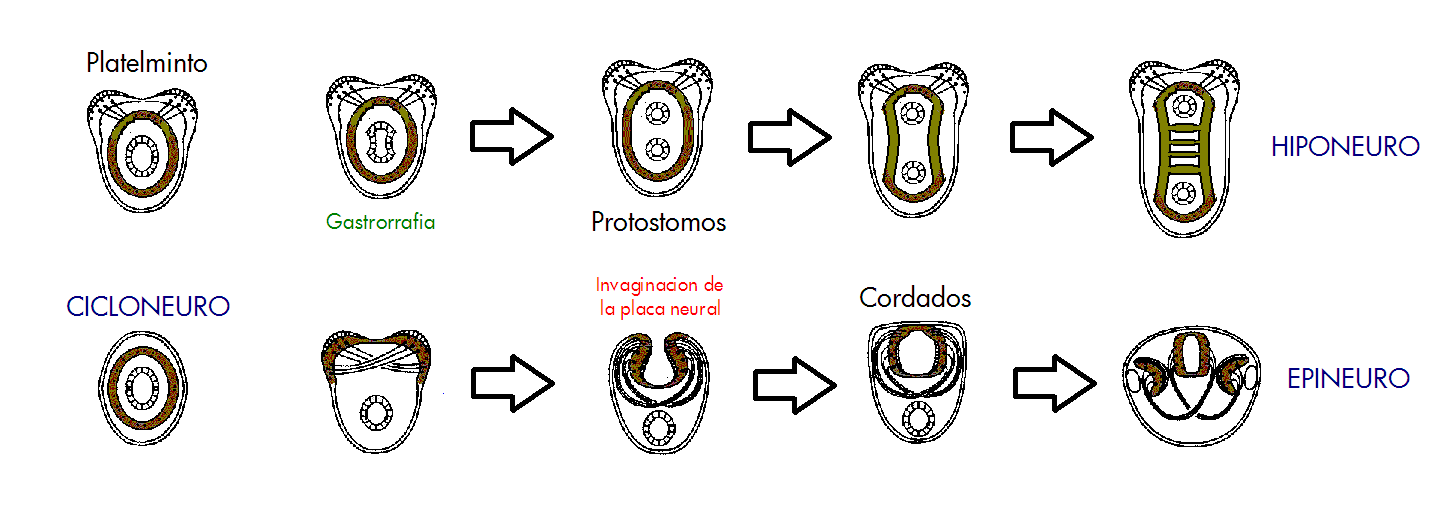
Figura que mediante anatomía comparada en corte transversal muestra el sistema nervioso y digestivo de los cicloneuros, hiponeuros y epineuros. También demuestra porque la disposición de los receptores ópticos (véase retina) en los vertebrados (epineuros) miran hacia atrás propiciando un punto ciego necesario. En cambio los ojos de los cefalópodos (hiponeuros) carece de punto ciego, ya que los nervios se sitúan por detrás de la retina y no tapan esa porción.

Cefalópodos.  Cuentan también con un par ganglionar bucal para inervar la rádula y tentáculos, pero los ganglios cerebroideos, pedios y pleurales que forman un simple anillo en los gasterópodos en los cefalópodos se encuentran fusionados alrededor del esófago para conformar un cerebro al que John Z. Young dividió en masas supraesofágica y subesofágica para su estudio.
Tanto la masa supraesofágica como subesofágica están unidas lateralmente por los lóbulos basales y los lóbulos magnocelulares dorsales.  Ese arreglo indica que en cerebros primitivos se encontraban dos cuerdas rodeando parcialmente el esófago que incluían las masas subesofágica posterior y media, y que se fusionaron con una tercera cuerda representada por la masa supraesofágica.   En los nautiloideos la presencia de esos tres cordones ancestrales es muy evidente ya que presentan una clara separación en las regiones ventrales y solo se encuentran unidos lateralmente.
En los decapodiformes los lóbulos bucales superiores se encuentran alejados del resto del cerebro sugiriendo que originalmente estos lóbulos no formaron parte de las cuerdas que rodeaban el esófago en especies ancestrales.
En su conjunto todos estos centros nerviosos que conforman un cerebro son equiparables en complejidad al de los vertebrados, y esta sofisticación es tal, que un rasgo particular y exclusivo de los cefalópodos es la de que este cerebro se encuentra protegido por una masa o caja cartilaginosa en un "intento" evolutivo de formar un cráneo. 
Muchos cefalópodos tienen comportamientos de huida rápidos que dependen de un sistema de fibras nerviosas motoras gigantes que controlan las contracciones potentes y sincrónicas de los músculos del manto, lo que permite la salida a presión del agua de la cavidad paleal. El centro de coordinación de este sistema es un par de neuronas gigantes de primer orden (formadas por la fusión de ganglios viscerales) que dan a neuronas gigantes de segundo orden, y estas se extienden hasta un par de grandes ganglios estrellados. De estos ganglios estrellados unas neuronas gigantes de tercer orden inervan las fibras musculares circulares del manto.
Neurólogos de todo el mundo han experimentado con pulpos a lo largo del siglo XX y se ha detectado en ellos una inteligencia superior a cualquier otro invertebrado; son capaces de encontrar la salida de un laberinto, abrir botes e incluso aprender comportamientos de sus congéneres.
A pesar de que los cefalópodos representan la segunda gran cúspide en la evolución de complejidad del sistema nervioso, tienen dos desventajas en comparación a los vertebrados. La primera es la ausencia de mielinización en los cefalópodos causando que los axones sean muy gruesos, desperdiciando espacio y careciendo de contenido en número de neuronas por unidad de volumen en comparación al tejido cerebral de los vertebrados.  La segunda es que la hemocianina de los moluscos es menos eficiente en transportación de oxígeno que la hemoglobina de los vertebrados, aventajando estos últimos mayor disponibilidad de oxígeno para el tejido cerebral.

#### Principales órganos sensoriales
Los principales órganos sensoriales de los moluscos comprenden lo siguiente:
Ojos.  En el caso de los cefalópodos es otro órgano análogo al de los vertebrados, de distinto origen evolutivo y embrionario, pero por convergencia ambos son muy parecidos. Los cefalópodos poseen el ojo más desarrollado de todos los invertebrados e incluso rivalizan con el de los vertebrados.
Estatocistos.  Encargados del sentido del equilibrio.
Quimiorreceptores. Como los osfradios que están situados en las branquias, papilas y fosetas olfatorias en la cabeza y el órgano subradular que está asociado a la rádula.

## Animales deuteróstomos
Los animales deuteróstomos, que son triblásticos, se dividen en dos grupos según su simetría, radial o bilateral, o la disposición de su sistema nervioso, cicloneuros o epineuros.

Dentro de los cicloneuros se encuentran los equinodermos (de simetría radial) y los hemicordados. El centro nervioso es un anillo situado alrededor de la boca (sub-ectodérmico o subepidérmico). 
Dentro del grupo de los epineuros se encuentran los urocordados, los cefalocordados y los vertebrados en la que presentan un cordón nervioso hueco y tubular, dorsal al tubo digestivo. A partir de este cordón, en animales más complejos, se desarrolla el encéfalo y la médula espinal. Tales modelos de planes corporales quedan dispuestos de esa forma cuando en la gástrula acontecen unos procesos embriológicos llamados isoquilia en los cicloneuros o nototenia en el caso de los epineuros.

### Cordados

#### Urocordados
El sistema nervioso de los urocordados está adaptado y simplificado para cumplir con los requerimientos de la vida sésil.
Una vez que el tunicado joven madura para dejar la vida libre y convertirse en adulto sésil pierde la notocorda, la cola postanal y tubo neural quedando solo una pequeña porción anterior que se comunica con la cavidad bucal llamada glándula neural.  Aunque se desconoce su función a menudo es considerada como homóloga de la hipófisis de los vertebrados.
También el encéfalo sufre una metamorfosis en la edad madura hasta ser sustituido por un ganglio cerebral nuevo, pequeño y compacto.

Anatomía básica de un cefalocordado (anfioxo). En color amarillo se puede observar la vesícula cerebral (1) y el cordón nervioso (3), se encuentra adyacente en situación ventral con respecto a los dos anteriores la notorcorda en color café (2).